# Gampaha
Gampaha (Singalees: Gampaha; Tamil: Kampahā) is een plaats in Sri Lanka en is de hoofdplaats van het district Gampaha.
Gampaha telde in 2001 bij de volkstelling 9438 inwoners.